# Maite Peña
Maite Peña López (San Sebastián, 8 de diciembre de 1975) es una abogada y política española.

## Trayectoria política[2]
- 2003- actualidad: portavoz del grupo municipal de EAJ-PNV en el Ayuntamiento de Rentería.
- 2000-2015: abogada en ejercicio.
- 2002-2005: árbitro de consumo en el servicio de mediación de consumo del Gobierno Vasco.
- 2007-2011: juntera en las Juntas Generales de Guipúzcoa y portavoz en la Comisión de Política Social.
- 2007-2011: presidenta del Patronato de la residencia municipal Sagrado Corazón de Rentería.
- 2007-2011: presidenta de Servicios Sociales de Rentería.
- 2012-2019: miembro de la Ejecutiva Regional del GBB.
- 2015-2019: diputada de Políticas Sociales
- 2023-2023: juntera en las Juntas Generales de Guipúzcoa.